# Kroksjön, Härryda kommun
Kroksjön var en sjö i Härryda kommun i Västergötland som ingick i Kungsbackaåns huvudavrinningsområde. Sjön tömdes och fylldes igen 1974 i samband med bygget av Göteborg-Landvetter flygplats, för att ge plats åt flygplatsens landningsbana.